# Беспанцирные
Беспанцирные (лат. Lissamphibia) — подкласс земноводных позвоночных. К этому подклассу относятся все ныне живущие земноводные.

## Классификация
В настоящее время представлены тремя отрядами:
- Хвостатые земноводные (саламандры, тритоны и т. п.)
- Бесхвостые земноводные (лягушки, жабы, квакши и т. п.)
- Безногие земноводные (червяги).

Первые два отряда объединяются в инфракласс или надотряд Batrachia.

## Эволюция и систематика
Имеются несколько гипотез относительно происхождения и эволюционного взаимоотношения беспанцирных:
- Все беспанцирные произошли от темноспондильных амфибий.
- Все беспанцирные произошли от тонкопозвонковых амфибий.
- Беспанцирные не являются монофилетической кладой. Бесхвостые земноводные произошли от темноспондилов, а безногие и хвостатые земноводные произошли от тонкопозвонковых.

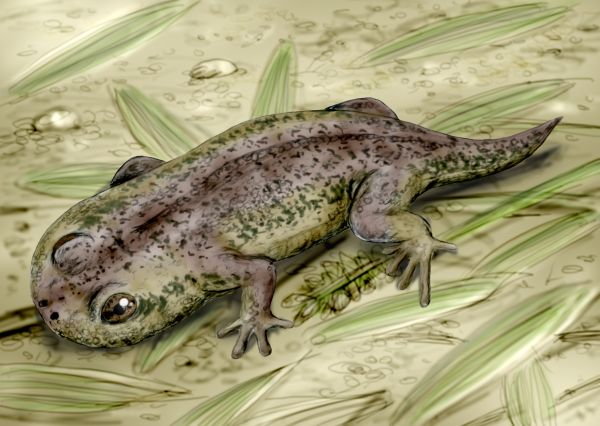
Реконструкция внешнего вида Gerobatrachus hottoni

Выводы исследования, проведённого в 2011 году, комбинирующего данные морфологического анализа современных и ископаемых земноводных и молекулярных часов, склоняются ко второй из вышеприведённых гипотез.
В 2008 году в нижнепермских отложениях Техаса была найдена окаменелость Gerobatrachus hottoni возрастом в 290 млн лет. Это животное было отнесено к темноспондильным амфибиям, однако оно обладало смесью характеристик, присущих бесхвостым и хвостатым земноводным. Эта находка, по мнению описавших её исследователей, заполнила брешь между мезозойскими бесхвостыми и хвостатыми земноводными и их палеозойскими предками. Она также указывала на то, что хвостатые и бесхвостые земноводные ближе друг к другу, чем к безногим земноводным.